# Dixeia
Dixeia es un género  de mariposas de la familia Pieridae que se encuentra principalmente en África.

## Especies
Listado alfabético:
- Dixeia astarte (Butler, 1900)
- Dixeia capricornus (Ward, 1871)
- Dixeia cebron Ward, 1871
- Dixeia charina (Boisduval, [1836])
- Dixeia dixeyi (Neave, 1904)
- Dixeia doxo (Godart, [1819])
- Dixeia larima (Boisduval, [1836])
- Dixeia leucophanes Vári, 1976
- Dixeia orbona (Geyer, 1837)
- Dixeia pigea (Boisduval, 1836)
- Dixeia piscicollis Pinhey, 1972
- Dixeia spilleri (Spiller, 1884)